# Војислав Рашић
Војислав В. Рашић (Јагодина, 1869 — Београд, 1943) био је српски родољуб, правник, педагог, дипломата и соколски вођа. Био је истински пионир Соколског покрета у Краљевини Србији (1882-1918).

## Родитељи и детињство
Родио се у Јагодини 8. августа 1869. године од родитеља, оца Вељка, трговца и мајке Катарине.

Одмах по рођењу, није одавао утисак да ће дуго живети, па је то вероватно разлог што је већ следећег дана крштен да се не би десило да умре некрштен, што се сматрало великим грехом.

У прилог томе говори и податак да је обред крштења обављен у кући а не у цркви.
Кум му је био Андреја Банковић, ђак из Јагодине.

Војиславови родитељи венчали су се у јагодинској цркви Св. Арханђела Михаила 1. маја 1862. године по старом календару.

Обоје су били како се то онда говорило „второбрачни“. У другом браку су провели девет година.
Мали Војислав имао је свега годину и по дана кад му је умро отац Вељко. Он је остао са мајком Катарином која је преузела потпуну бригу о њему. Кад је стасао за Гимназију са мајком је прешао да живи у Београд.

## Школовање
За разлику од своје старије полубраће по оцу, Петру и Павлу који су се после завршене јагодинске Реалке посветили трговини, млади Војислав је одлучио да настави даље школовање.

Основну школу завршио је у месту рођења, а Гимназију у Београду.

По свршетку Правног факултета у Београду 1892. године, Војислав Рашић постаје службеник Министарства спољних послова и убрзо одлази у Париз где у посланству Краљевине Србије (1882-1918) обавља дужност другог секретара.

Боравак у Паризу добро му је дошао да настави школовање на париској Сорбони где брани докторску дисертацију и добија титулу доктора правних наука.

Прву годину уписао је школске 1892/1893, другу 1893/1894, трећу 1894/1895, и четврту 1895/1896.

Сачуване су и његове студентске карте за школске године 1898/1899 и 1899/1900.

Вероватно је морао да обнавља четврту годину док не положи све испите предвиђене за докторске студије.

У потврди Правног факултета (данас: Université Panthéon-Sorbonne: Sciences Juridiques et Politiques – Escuela de Derecho de la Sorbona), Универзитета у Паризу (Université de Paris) од 10. децембра 1898. године, видимо да је 21. новембра 1898. године полагао други испит за докторат.

Испит је обухватао следеће предмете: Политичка економија, Француско законодавство о финансијама и финансијска наука, Историја економских доктрина и Индустријско законодавство.

## Дипломатија и династичке смене
До 1901. године обавља низ дипломатских дужности, од саветника до конзула у српским посланствима у Француској, Швајцарској и Грчкој.
У земљу се враћа 1901. године и запошљава се у Министарству финансија.

Најпре као писар I класе., па цариник треће класе Царинарнице београдске, а 22. марта 1903. године постављен је за секретара пете класе Министарства финансија

За депозитара главне државне благајне постављен је 1. априла 1904. године.

Услед смена династија убрзо губи државну службу и почиње да се бави адвокатуром.
Још у време Обреновића важио је за угледног грађанина.

У прилог томе говори да је радо приман у двору, али и податак да је, кад му је умрла мајка, на њеном погребу из почасти чинодејствовао Митрополит Српски Инокентије (1840-1905), а писмо саучешћа поред осталих упутио Ђорђе С. Симић (1843-1921) председник Државног савета.

Не зна се кад је постао „Карађорђевићевац“, да ли кад је увидео да нема повратка на стару династију или кад су кренуле победе у Балканским ратовима (1912-1913).

Али уочљиво је да је увек уз Карађорђа Петровића (1762-1817) помињао и Милоша Теодоровића (1780-1860), и са посебним пијететом (колико је то било могуће) писао о члановима породице Обреновић.

## Брак и потомство
Др Војислав Рашић се жени 10. јуна 1904. године, Јулком, ћерком чувеног првака српског народа у Војводини, посланика, др Михаила Полит – Десанчића (1833-1920).
У браку су имали четворо деце: Мијајла, Катарину, Минодору и Марију.

## Ратови и дипломатски позив
Учествује у овде већ помињаним Балканским, као и у Првом светском рату (1914-1918) као резервни официр.

По повратку из ратова ради у Министарству иностраних послова, најпре као конзул на Крфу, од 4. маја 1919. године. а затим је, 1922. године пребачен за конзула у Целовцу, одакле је 14. новембра 1922. године дошао за шефа руског одсека Министарства иностраних дела.

Следеће године прелази у Министарство унутрашњих дела где је 18. августа 1923. године постављен за начелника крајинског Округа, одакле је 13. септембра 1924. године преведен за правног референта подринске Жупаније, а 12. септембра 1925. године пензионисан.
Тридесетих година 20. века помиње се као управник Дома стараца и старица у Београду.

Као окружни начелник у Крајини радио је на подизању споменика изгинулим мештанима, борцима светског рата.

Обновио је споменик Хајдук Вељку Петровићу (1780-1813), а иницирао је, и био председник Одбора за градњу споменика палим Неготинцима14.

Исто тако је иницирао и успостављање установе „Заштитно окриље округа Крајинског“ која је имала задатак да заштити сиротињу и нејач неготинског краја, првенствено ратника умрлих или изнемоглих.

Као резултат овог рада је подизање Дечијег дома у Неготину који је завршен 1930. године.
Јуна 1926. године постављен је за правног референта Задужбинско – правног одељења Министарства Просвете.

Др Војислав Рашић се истакао као користан јавни радник у бројним друштвима и друштвеним акцијама.

Треба истаћи његово ангажовање као председника Дунавског певачког друштва „Каћански“ и Београдске читаонице.

Значајан је његов допринос у одбору за градњу цркве Св. Александра Невског чији је био члан16, као и Удружења носилаца Албанске споменице и др.

Ван наше земље, био је 28. августа 1917. године изабран за почасног члана Друштва јелинских позоришних писаца у Атини.

## Културно-просветни и издавачки рад
Професор Рашић је написао бројна дела од којих су најзначајнија (она о соколству нису овде побројана):
- „Из грчке слободијаде, препеви са јелинског“ (1891)
- „Клефте и Сулиоте, историјска расправа“ (1892)
- „Јесински устанак 1821. године, историско дипломатска расправа“ (1893)
- „Droit constitutionnel comparé: des constitutions serbes et étrangères“ (1897)
- „Уставно упоредно право “ (1897),
- „Le Royaume de Serbie: Étude D'histoire Diplomatique Et de Droit International“ (1901)
- „La question de Peninsule Balkanique et spécialemen la question et les pretentions des Serbes“ (1903)
- „Одговор на оцену др Ст. Станојевића о моме делу о моме делу (Le Royaume de Serbie: Étude D'histoire Diplomatique Et de Droit International), etc.“ (1903)
- „Срби и Балканско питање“ (1904)
- „Деоба науке о праву“ (1904)
- „Грађанско бирачко право или нацрт државног склопа и упутства за бирање свих народних преставника“ (1905)
- „Називи: приватно и јавно право код нас“ (1906)
- „Успомене са Крфа: српско-јелинско пријатељство из 1916-1918 године“ (1919)
- „Са витешких мајских гробова у Солуну: један потез из српско-јелинске саједнице“ (1919)
- „Коментар Уредбе о учитељским дисциплинским судовима у вези са дисциплинским поступком“ (1927)
- „Uredba o učiteljskim disciplinskim sudovima (u) vezi sa disciplinskim postupkom“ (1927)
- „Стеван Владислав Каćански, стари бард: српски национални песник, новинар и јавни радник, духовни вођа српског народа, претеча ослобођењу и уједињењу Срба, Хрвата и Словенаца“ (1928)
- „Међународно друштво за трговинску наставу, основано 13. јула 1901. г. у Цириху“ (1929)

## Зачетник Соколског покрета
Ипак, Рашићев највећи национални допринос био је у развоју „Соколског покрета“ у Краљевини Србији (1882-1918).

Његове заслуге су тако велике да се он слободно може сматрати једним од утемељивача „Соколства“.

Још као гимназијалац, крајем 1885. године ступио је у Прво београдско друштво за гимнастику и борење.

Од тада је већи део свог јавног живота посветио пропагирању соколства и соколске идеје.
На његову иницијативу је 1891. године усвојен нов Статут и на његов предлог је друштво узело име Соко и прешло са немачког на чешки теловежбачки систем.

Др Рашић је на тај начин увео соколство у Србију, а друштво се од онда звало Београдско гимнастичко друштво „Соко“.

То је био један од разлога што је међу члановима дошло до расцепа и наредне године (22. новембра 1892. године) је основано Грађанско гимнастичко друштво „Душан Силни“ које је остало привржено немачком систему вежбања.
Кад се 1900. године, вратио са студија из Париза соколска идеја је готово сасвим замрла.

Др Рашић је тада прионуо на посао и у сарадњи са официрима утемељио соколска друштва по дивизијским средиштима.
Одвео је наше соколе на V Свесоколском слету у Прагу 1907. године, где је добио и одело чешког сокола и први је код нас пропагирао да чланови носе соколско одело.

Касније је из Чешке набавио 300 кошуља, панталона и др. да се не вежба у обичном оделу.
По повратку из Чешке основао је у Крагујевцу 16. марта 1908. године „Савез српских соколова“.

За целокупни српски Соколски покрет био (од 1908. године ) посебно је задужен генералштабни пуковник Милутин Гр. Мишковић (1864-1934).

Од самог краја 19. века, па до првих деценија 20. века оснивана су широм српског етничког простора патриотска друштва Сокола и Побратима.

Рашић тако постаје његов (Мишковићев) сарадник, као што развија односе са Србима и соколским вођама преко Дрине и Дунава, као што су др Лаза Поповић (1877-1945) и Душан М. Богуновић (1888-1944).
Увео је наше соколе 1910. године у Савез словенског соколства (основан је 1908. године). Најпре је био секретар а касније и потпредседник Београдског гимнастичког друштва Соко.

Кад је направљен Савез Соколских друштава „Душан Силни“ био је председник Атлетско - рвачког соколског друштва.

Али нажалост, као и многи други људи који стварају, ни др Рашић није био поштеђен осуде оних чланова који ништа не доприносе.

Тако је током 1911. године избио спор између Гимнастичког друштва „Соко“ и др Војислава Рашића „због неполагања рачуна око набавки и руковања са друштвеним стварима“.

И тако, уместо да ужива у плодовима свог рада, он је оптуживан и клеветан од својих сарадника што му је тешко падало, па је у „Српском витезу“ нашироко писао о неправди која му је учињена.

После Првог светског рата поново се укључује у рад Соколског савеза где ради највише на пропаганди, држи предавања, пише чланке и песме и на тај начин пропагира соколску идеју.
Написао је неколико дела и о физичкој култури:
- „Соколијада: збирка соколских песама за декламовање ради подизања соколског витешког духа“ (Београд: „Гундулић“, 1930)
- „I Споменица: Српско соколско вече 8. XII 1907. године“ (Београд: Друштво „Београдски соко“, 1907)
- „II Споменица: Чешко соколско вече 7. II 1908. године“ (Београд: Друштво „Београдски соко“, 1908)

Био је уредник:

„Српски витез“, родољубиви лист за витешко народно васпитање телесно, морално и народносно. 1909-1914
Умро је у Београду 28. јануара 1943. у седамдесет четвртој години.

За собом је оставио бројне објављене и необјављене књиге и списе.

Али изнад свега, оставио је лепу успомену нашем народу овај редак патриота и Србин.

Његови рукописи су расути и распродати, а није искључено да је доста тога завршило и на ђубришту.

Стицајем срећних околности део рукописа др Рашића, откупио је аутор ових редова, па је овај текст управо покушај да се наша јавност упозна са делима овог великог националног прегаоца и једног од најсвестранијих Јагодинаца свих времена, како је то лепо написао историчар Нинослав Станојловић.

Др Војислав Рашић је био и плодан писац, а део својих песама потписао је псеудонимом – „Биослав“.